# Дони-Црнобрег
Дони-Црнобрег (серб. Доњи Црнобрег, Donji Crnobreg; алб. Carrabreg i Ulët) — село в общине Дечани в исторической области Метохия. С 2008 года находится под контролем частично признанной Республики Косово.

## Административная принадлежность
| Сербская позиция                                                                 | Албанская позиция                                            |
| -------------------------------------------------------------------------------- | ------------------------------------------------------------ |
| входит в общину Дечани Печского округа автономного края Косово и Метохия, Сербия | входит в общину Дечани Джяковицкого округа Республики Косово |

## Население
Согласно переписи населения 1981 года в селе проживало 1523 человек: 1521 албанец и 2 мусульманина.
Согласно переписи населения 2011 года в селе проживало 2059 человек: 1047 мужчин и 1012 женщин; 2055 албанцев, 2 представителя другой национальности и 2 лица неизвестной национальности.
| Численность населения | Численность населения | Численность населения | Численность населения | Численность населения | Численность населения | Численность населения |
| 1948                  | 1953                  | 1961                  | 1971                  | 1981                  | 1991                  | 2011                  |
| --------------------- | --------------------- | --------------------- | --------------------- | --------------------- | --------------------- | --------------------- |
| 673                   | 698                   | 898                   | 1247                  | 1523                  | 1697                  | 2059                  |

## Достопримечательности
На территории села находится мечеть.